# 卡佐-弗雷谢-阿内朗-卡莫尔
卡佐-弗雷谢-阿内朗-卡莫尔（法語：Cazaux-Fréchet-Anéran-Camors）是法国上比利牛斯省的一个市镇，位于该省东南部，属于巴涅尔德比戈尔区。该市镇总面积12.35平方公里，2009年时的人口为55人。

## 人口
卡佐-弗雷谢-阿内朗-卡莫尔人口变化图示